# Морчано ди Леука
Морча̀но ди Лѐука (на италиански: Morciano di Leuca) е малко градче и община в Южна Италия, провинция Лече, регион Пулия. Разположено е на 130 m надморска височина. Населението на общината е 3453 души (към 2011 г.).